# Syzygium

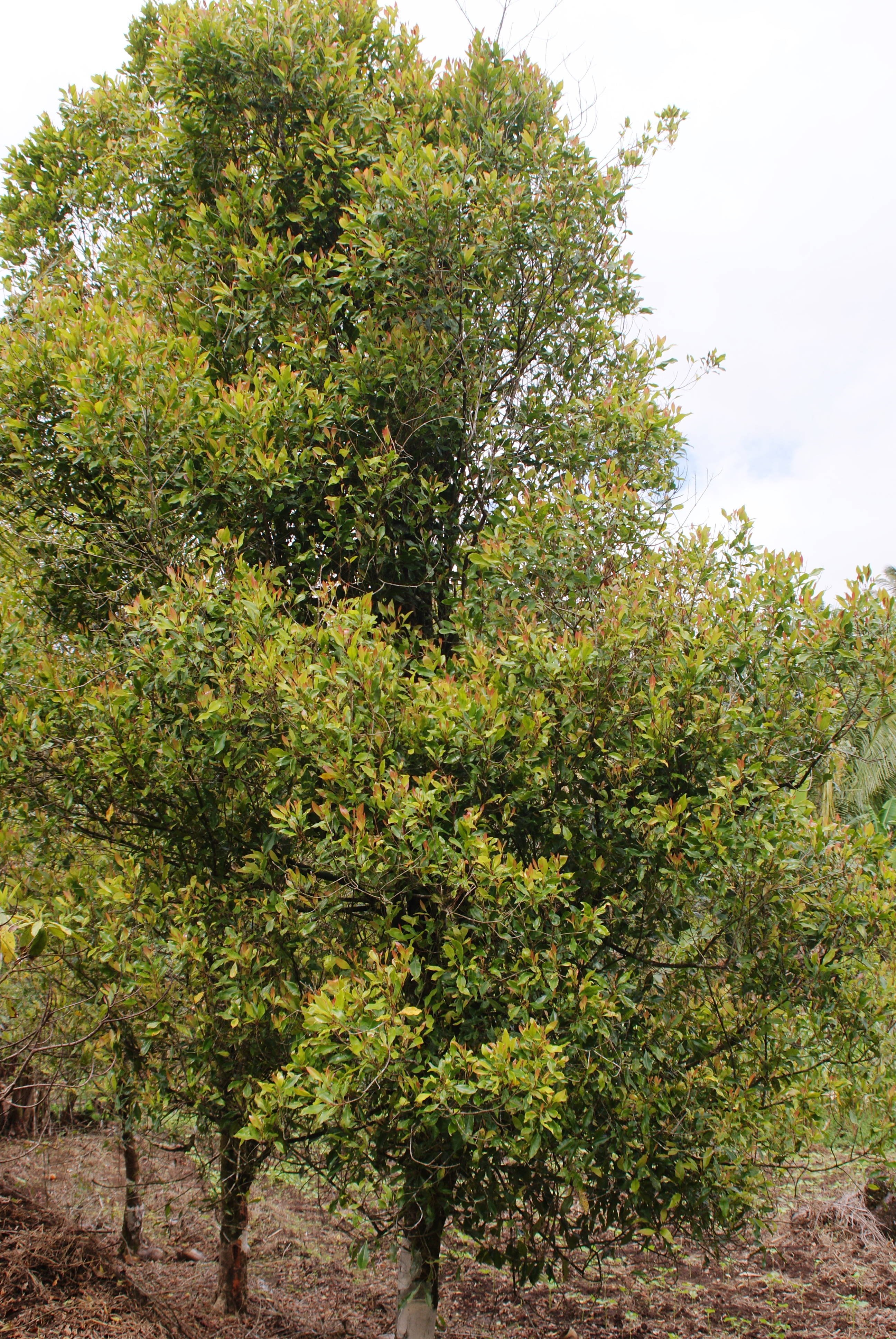
Una especie notable del género: Syzygium aromaticum, el Clavo de olor

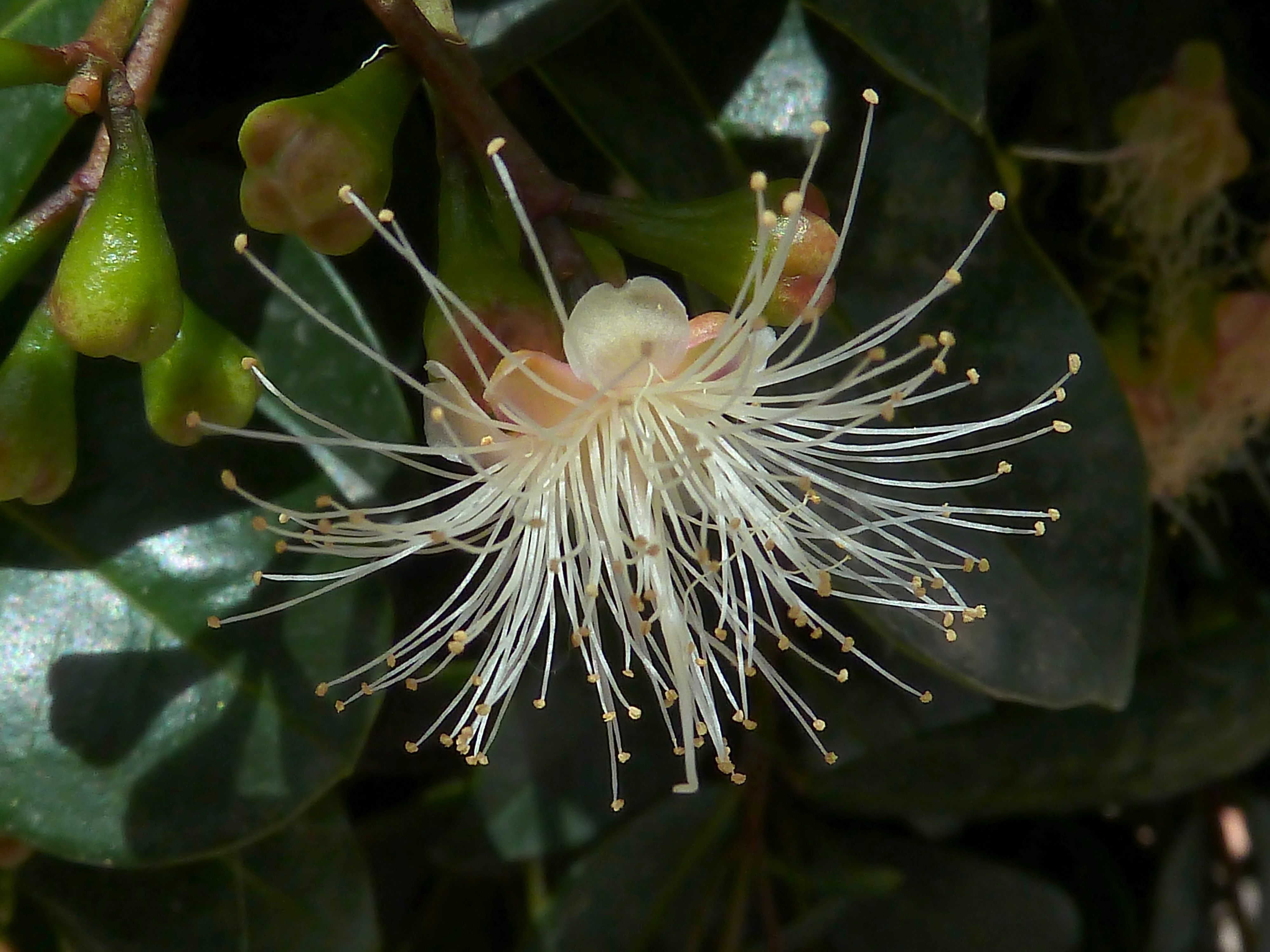
Flor de Syzygium australe en antesis - Cultivado/ornamental

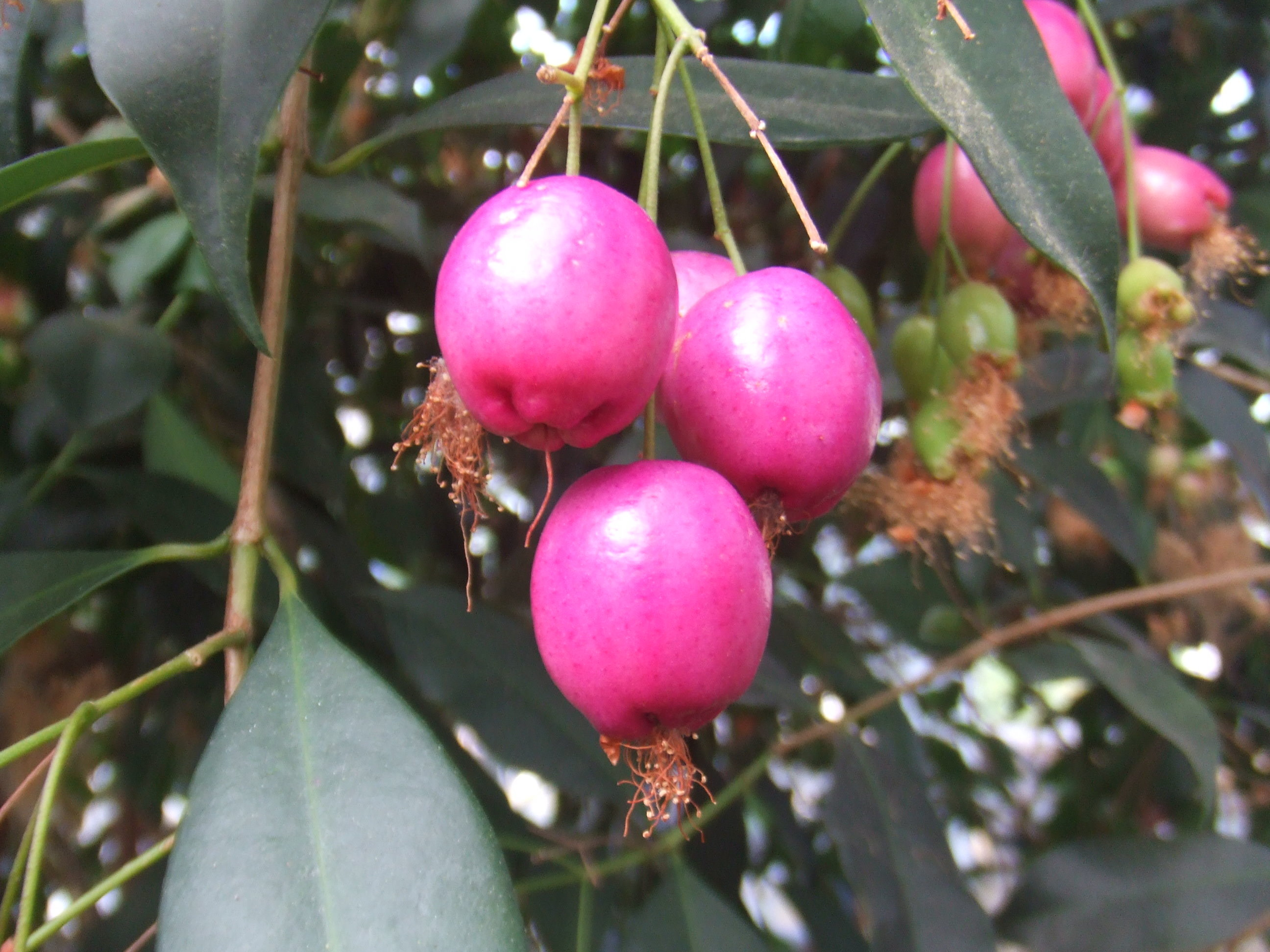
Un ejemplo de los frutos del género: Syzygium oleosum

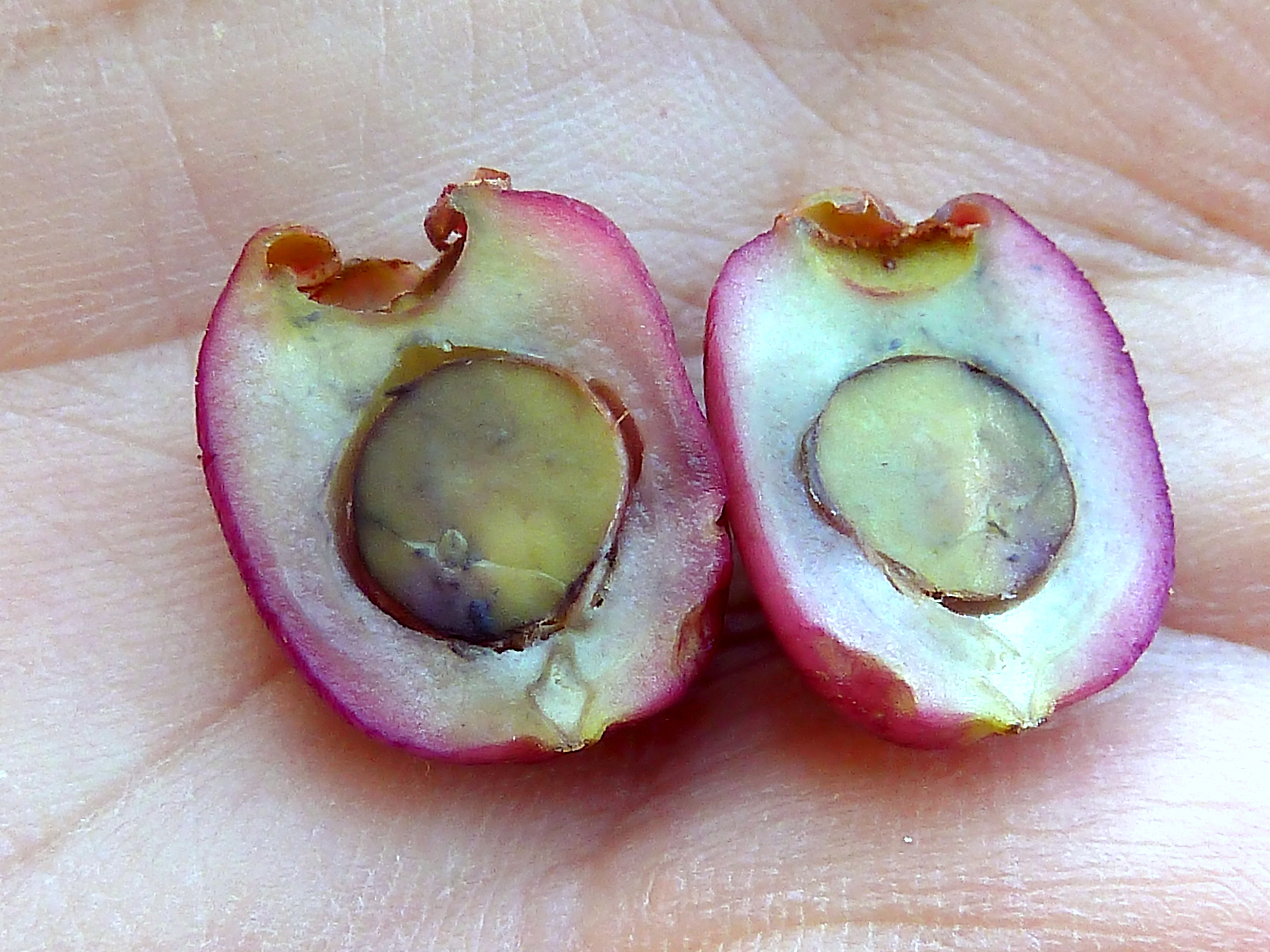
Syzygium australe - Corte longitudinal en un fruto

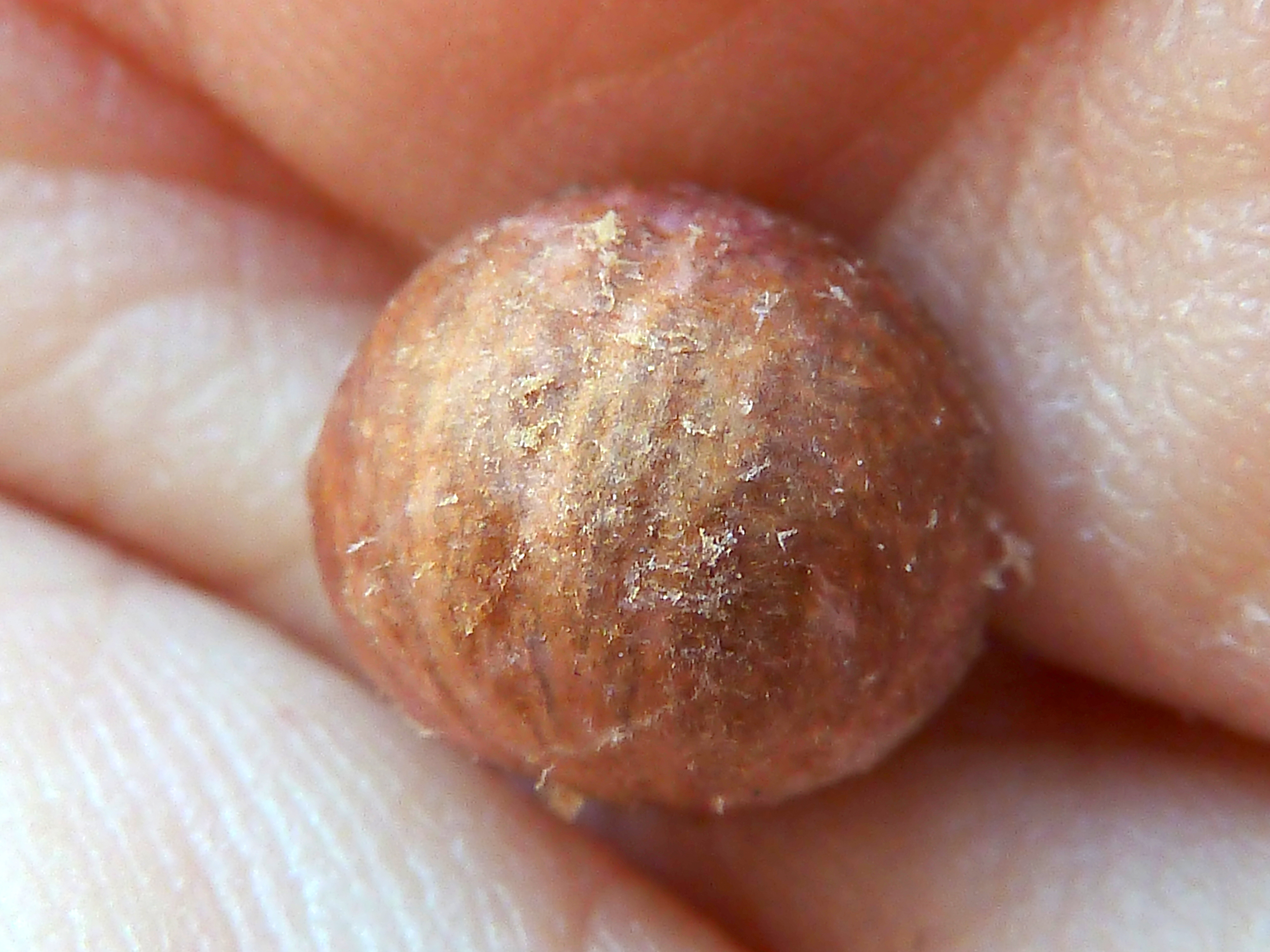
Ejemplo de una semilla en Syzygium australe

Syzygium es un género con una 1150 especies aceptadas, de las casi 2800 descritas, de plantas arbóreas y arbustivas, generalmente perennes, de la familia Myrtaceae. Crecen en regiones tropicales y subtropicales del Viejo Mundo, aunque hay especies cultivadas como ornamentales e introducidas en todo el mundo (por ejemplo: Syzygium australe, originaria de Australia). 
La mayoría de las especies son árboles y arbustos perennes. Varias especies se cultivan como planta ornamental por su atractivo flores y follaje y otras especies producen frutos comestibles para su consumo en fresco o en compotas, aunque la especie más conocida  es Syzygium aromaticum, el Clavo de olor, que es una especia de uso habitual.

## Taxonomía
Es el único género de la tribu Syzygieae. Fue descrito por Patrick Browne en Joseph Gaertner y publicado en De Fructibus et Seminibus Plantarum, vol. 1, p. 166, tab. XXXIII, fig. 1, 1788. La especie tipo es Syzygium caryophyllaeum Gaertn., cuyo lectotipo ha sido designado por McVaugh y publicado en  Taxon, vol. 5, p. 164, 1956. Es un mero sinónimo de Syzygium caryophyllatum (L.) Alston y cuyo basiónimo fue descrito por Carlos Linneo como Myrtus caryophyllata y publicado en Species Plantarum, vol. 1, p. 472, 1753
Etimología
Syzygium: nombre derivado del griego : σύζυγος, acoplado, vocablo compuesto por la preposición σύν, co, y ζεῦγος, ligado,unido, aludiendo a sus hojas usualmente opuestas y decusadas.

## Algunas especies
Para una relación más extendida, véase: Anexo: Lista completa de las especies aceptadas del género Syzygium (familia Myrtaceae)
- Syzygium anisatum (Vickery) Craven & Biffin
- Syzygium aromaticum (L.) Merr. & L.M.Perry - Clavo de olor
- Syzygium australe (J.C.Wendl. ex Link) B.Hyland
- Syzygium cordatum  (J.C.Wendl. ex Link) B.Hyland
- Syzygium corynanthum (F.Muell.) L.A.S.Johnson
- Syzygium crebrinerve (C.T.White) L.A.S.Johnson
- Syzygium cumini  (L.) Skeels
- Syzygium fibrosum (F.M.Bailey) T.G.Hartley & L.M.Perry
- Syzygium formosanum (Hayata) Mori
- Syzygium francisii  (F.M.Bailey) L.A.S.Johnson
- Syzygium jambos (L.) Alston
- Syzygium luehmannii (F.Muell.) L.A.S.Johnson
- Syzygium malaccense (L.) Merr. & L.M.Perry
- Syzygium moorei (F.Muell.) L.A.S.Johnson
- Syzygium oleosum (F.Muell.) B.Hyland
- Syzygium paniculatum Gaertn.
- Syzygium phillyreifolium (Baker) Labat & Schatz
- Syzygium samarangense (Blume) Merr. & L.M.Perry[1]

## Sinonimia
- Caryophyllus L.
- Jambos Adans.
- Jambolifera Houtt.
- Myrthoides Wolf
- Cetra Noronha
- Opa Lour.
- Calyptranthus Blume
- Acmena DC. in Bory
- Jambosa DC., nom. illeg.
- Lomastelma Raf.
- Malidra Raf.
- Cerocarpus Colebr. ex Hassk.
- Syllisium Endl., orth. var.
- Syllysium Meyen & Schauer
- Clavimyrtus Blume
- Cleistocalyx Blume
- Gelpkea Blume
- Macropsidium Blume
- Microjambosa Blume
- Strongylocalyx Blume
- Acicalyptus A.Gray
- Macromyrtus Miq.
- Bostrychode (Miq.) O.Berg in C.F.P.von Martius
- Leptomyrtus (Miq.) O.Berg in C.F.P.von Martius
- Cupheanthus Seem.
- Gaslondia Vieill.
- Aphanomyrtus Miq.
- Pseudoeugenia Scort.
- Xenodendron K.Schum. & Lauterb.
- Pareugenia Turrill
- Tetraeugenia Merr.
- Acmenosperma Kausel
- Waterhousea B.Hyland
- Anetholea Peter G.Wilson[6]